# Măzăroi, Gorj
Măzăroi este un sat în comuna Stănești din județul Gorj, Oltenia, România.

## Vezi și
- Biserica de lemn din Măzăroi

## Imagini

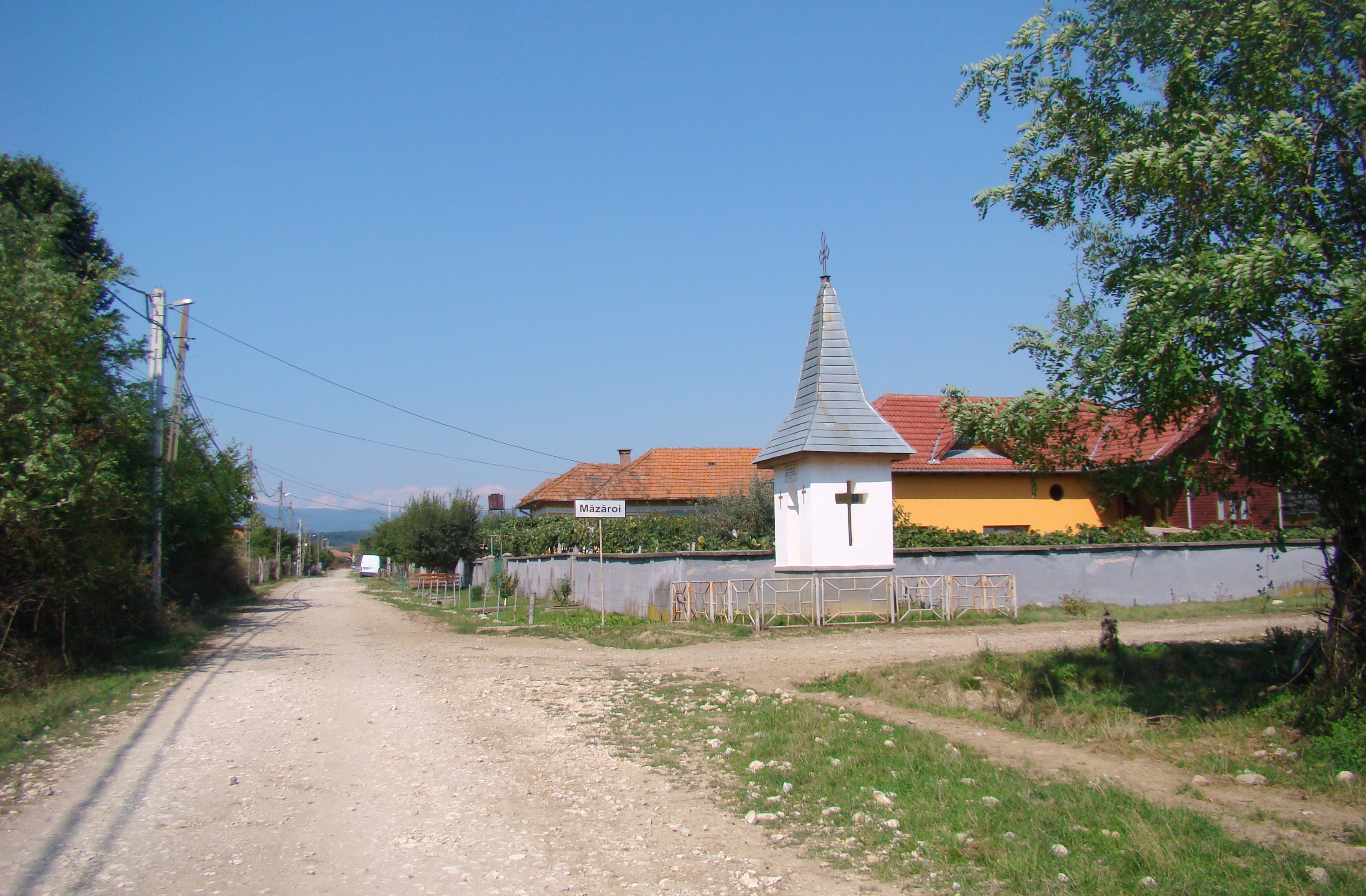
Intrarea în localitate
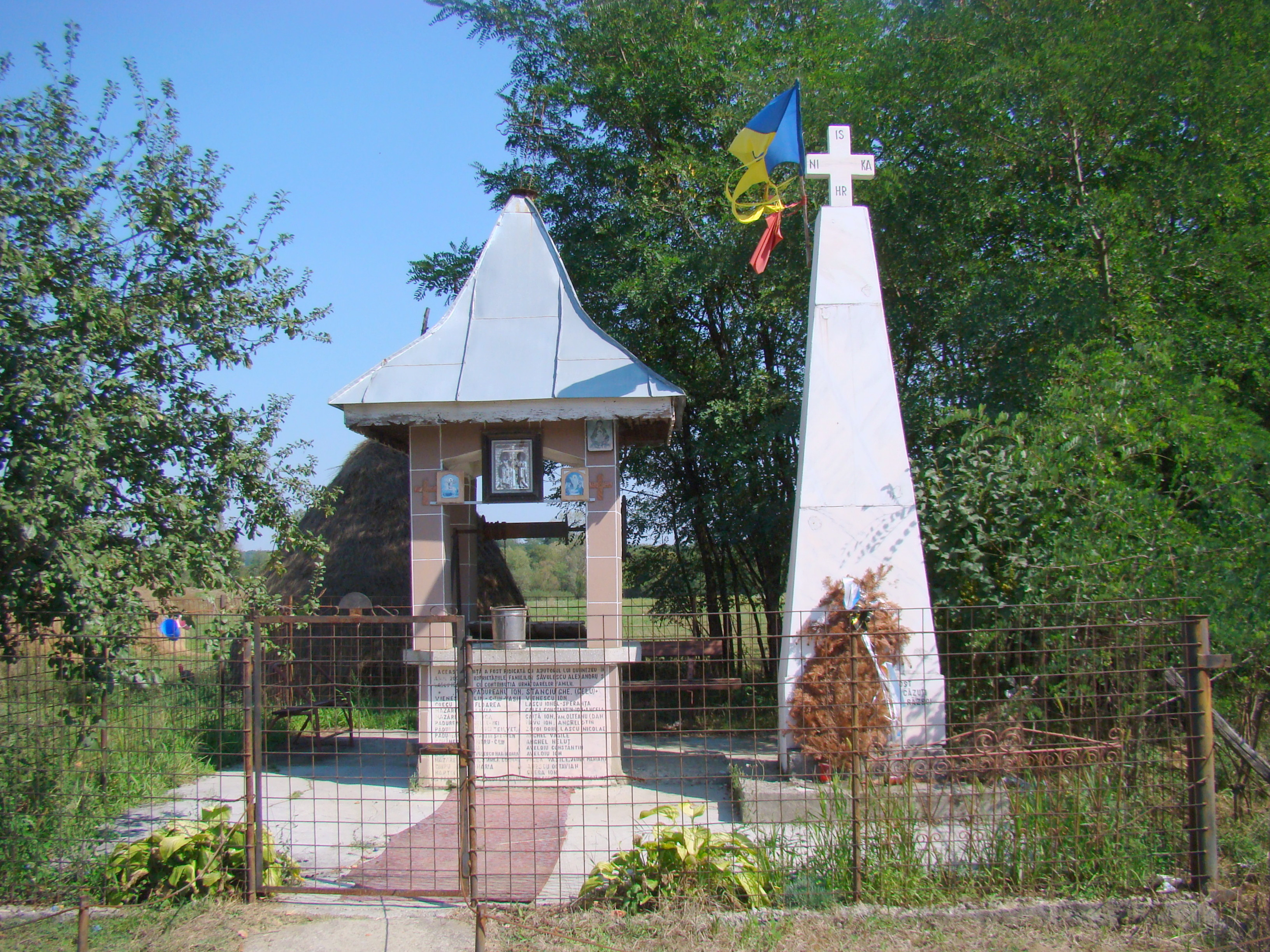
Monumentul eroilor
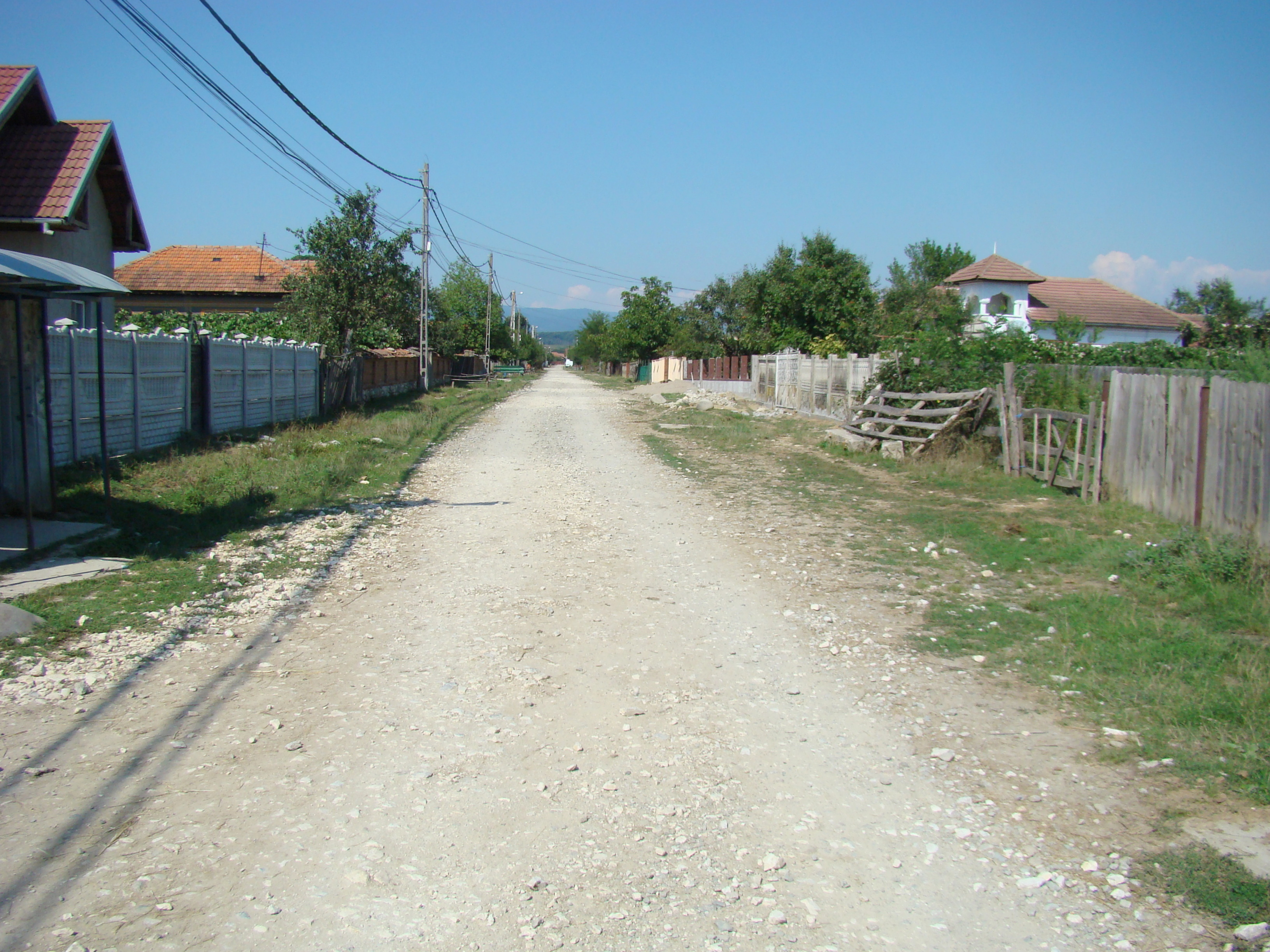

 Acest articol despre o localitate din județul Gorj este deocamdată un ciot. Puteți ajuta Wikipedia prin completarea lui.